# ROV Leonard
Le ROV Leonard est un véhicule sous-marin téléopéré (ROV pour « Remotely Operated Vehicle ») principalement destiné à l'archéologie sous-marine.

## Description
Leonard est un robot sous-marin téléopéré développé en 2015 et capable de travailler jusqu'à 150 mètres de profondeur. Il s'agit d'une version améliorée de son prédécesseur le ROV Speedy,,,, principalement destiné à l'archéologie sous-marine.
Il dispose de six propulseurs électriques à hélice et de plusieurs caméras. Il est relié à la surface par un ombilical, qui permet de l'alimenter et de le piloter.

## Utilisation
Il a été utilisé notamment pour des missions d'archéologie sous-marine sur l'épave de La Lune pour assister l'humanoïde sous-marin Ocean One. Le ROV Leonard était fixé à l'ombilical d'Ocean One, pour atténuer les effets des courants et permettre à l'humanoïde de se déplacer librement entre les parties saillantes de l'épave,.